# Sara Labrousse
Sara Labrousse, née le 15 avril 1988 à Lyon, est une ancienne nageuse synchronisée olympique française désormais docteure au C.N.R.S. en océanographie et océanologie, avec une spécialisation pour les mammifères d'Antarctique.

## Biographie
Originaire d'Antibes, Sara Labrousse nait le 15 avril 1988 à Lyon. Dès l'âge de quatre ans, elle nage seule dans le petit bassin. Après avoir essayé plusieurs activités dont la danse, la voile et l'équitation, elle décide de faire de la natation synchronisée. À neuf ans elle rejoint le club d'Antibes. À quinze ans, elle intègre le pôle espoirs de Hyères, ce qui lui permet d'accéder à l'équipe de France. En 2005, elle rejoint l'INSEP et s'entraine avec Anne Capron, Julie Fabre, Charlotte Massardier et Pascale Meyet.
En parallèle, Sara poursuit ses études : baccalauréat scientifique avec mention, puis licence et master d'océanographie à l'Université Pierre-et-Marie-Curie et envisage de poursuivre par une thèse. En raison de sa carrière de sportif de haut niveau qui l'oblige à s'entrainer en moyenne quatre à six heures par jour, son emploi du temps est aménagé. Elle passe sa licence en trois ans et demi au lieu de trois. Et elle doit renoncer aux périodes de stages de six semaines en stations marines.
En 2012, elle réalise son rêve en décrochant sa première participation aux Jeux Olympiques. Son objectif était de terminer en finale olympique, soit dans les douze premiers. Sa duettiste Chloé Willhelm et elle font mieux en terminant dixièmes.

## Carrière
- Jeux Olympiques :
  - Londres 2012 : 10e en duo

- Championnats du monde :
  - Melbourne 2007 : 6e en combiné, 11e par équipes[2]
  - Rome 2009 : 7e par équipes[2]
  - Shanghai 2011 : 8e en duo technique, 9e en duo libre et 8e par équipes technique et libre[2]

- Championnats d'Europe :
  - Eindhoven 2008 : 5e par équipes et combiné[2]
  - Budapest 2010 : 5e par équipes[2]
  - Eindhoven 2012 :  6e en duo et 4e par équipes[2]

- Championnats du monde junior :
  - Chine 2006 : 8e par équipes[2]